# Manu
Manu (da raiz verbal homem em sânscrito) na mitologia Hindu é o filho de Svayambhuva, pai e marido de Ila. Na Teosofia os Manus não são homens, mas um coletivo. Eles são considerados os "pais da humanidade". São um nome genérico para os Pitris, os progenitores da humanidade.